# Мирон, Франсуа
Франсуа Мирон (фр. François Miron; 1560 — 4 июня 1609, Париж) — префект (купеческий прево) Парижа в начале XVII века.

## Биография
Франсуа Мирон родился в богатой и знатной каталанской семье, возможно, на территории Каталонии. В августе 1587 года Мирон стал рекетмейстером, с тех пор он занимает государственные должности. Префектуру Парижа он возглавил в 1604 году и до своей смерти.
К началу XVII века Париж потерял более трети населения, более 10 тысяч домов в пригородах Парижа было разрушено, в столице царили хаос и беззаконие. Генрих IV именно при помощи Франсуа Мирона смог навести порядок в городе, снова сделав Париж привлекательным для богатых семей, способных отстроить себе городской особняк. В это время закладываются две символические для Парижа площади — площадь Дофинов и площадь Вогезов.
За свои заслуги Франсуа Мирон был прозван le Père du Peuple («Отец Народа»), его статуя находится на фасаде парижской ратуши Отель-де-Виль. В 1865 году его именем была названа одна из улиц Парижа.

## Семья
Мирон женился на дочери Барнабе Бриссона Мари. В браке родился сын, Жан Мирон, в будущем председатель Королевского совета.